# Ralph Linton
Ralph Linton (Filadelfia, 1893 – New Haven, 1953) è stato un antropologo statunitense.
Docente di antropologia all'Università del Wisconsin e a Yale, visitò più volte il Madagascar e la Polinesia. Dal 1939 al 1946 diresse la rivista American Anthropologist.
Tra le sue principali opere si ricordano La cultura materiale delle Isole Marchesi (1924), Lo studio dell'uomo (1936), Il substrato culturale della personalità (1945).